# Riex
Riex ([ʁje], toponimo francese) è una frazione di 269 abitanti del comune svizzero di Bourg-en-Lavaux, nel Canton Vaud (distretto di Lavaux-Oron).

## Geografia fisica
Riex si affaccia sul lago di Ginevra.

## Storia

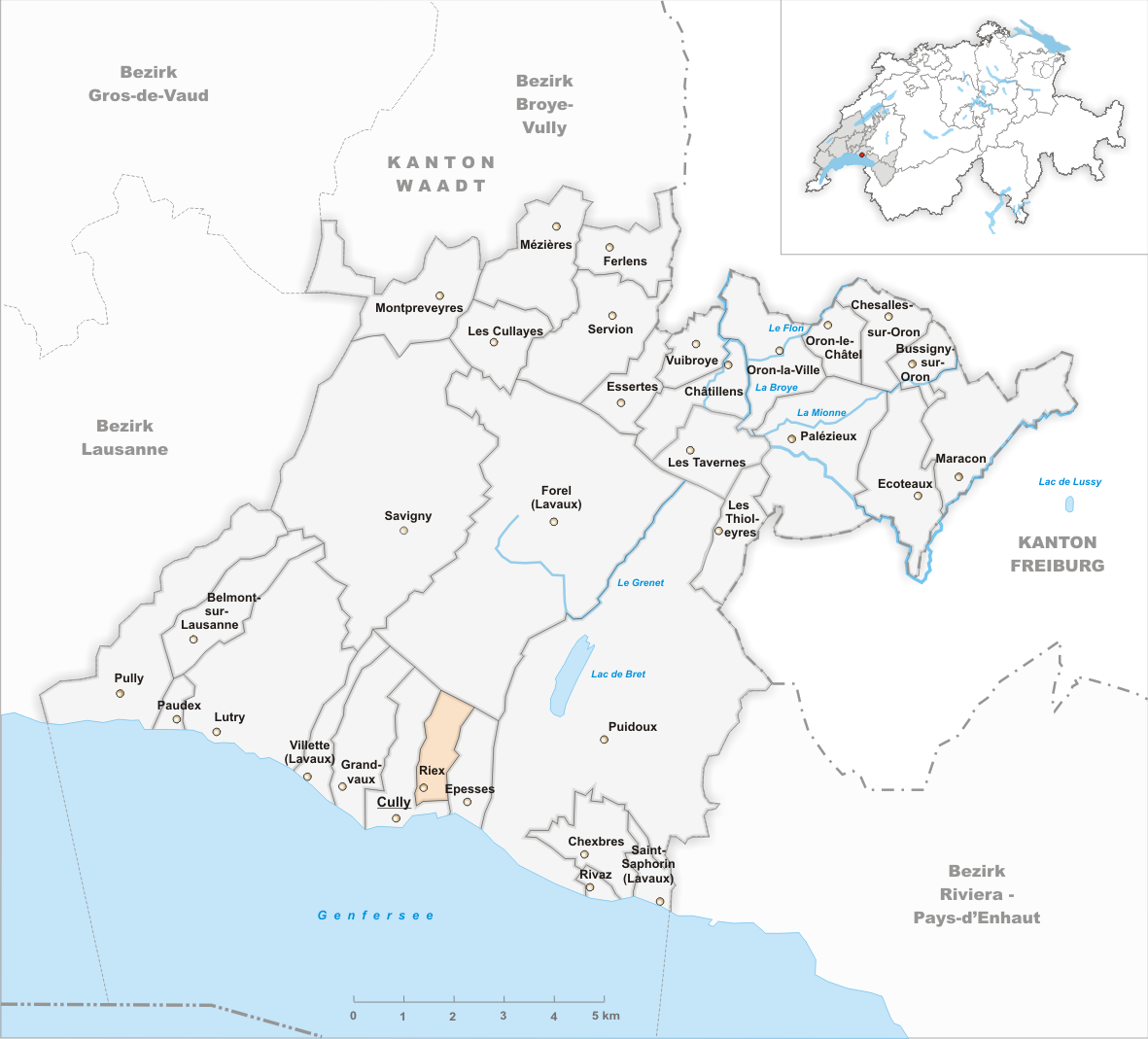
Il territorio del comune di Riex prima degli accorpamenti comunali del 2011

Già comune autonomo istituito nel 1824 per scorporo da quello di Villette, si estendeva per 1,37 km². Nel 2011 è stato accorpato agli altri comuni soppressi di Cully, Epesses, Grandvaux e Villette per formare il nuovo comune di Bourg-en-Lavaux.

## Monumenti e luoghi d'interesse

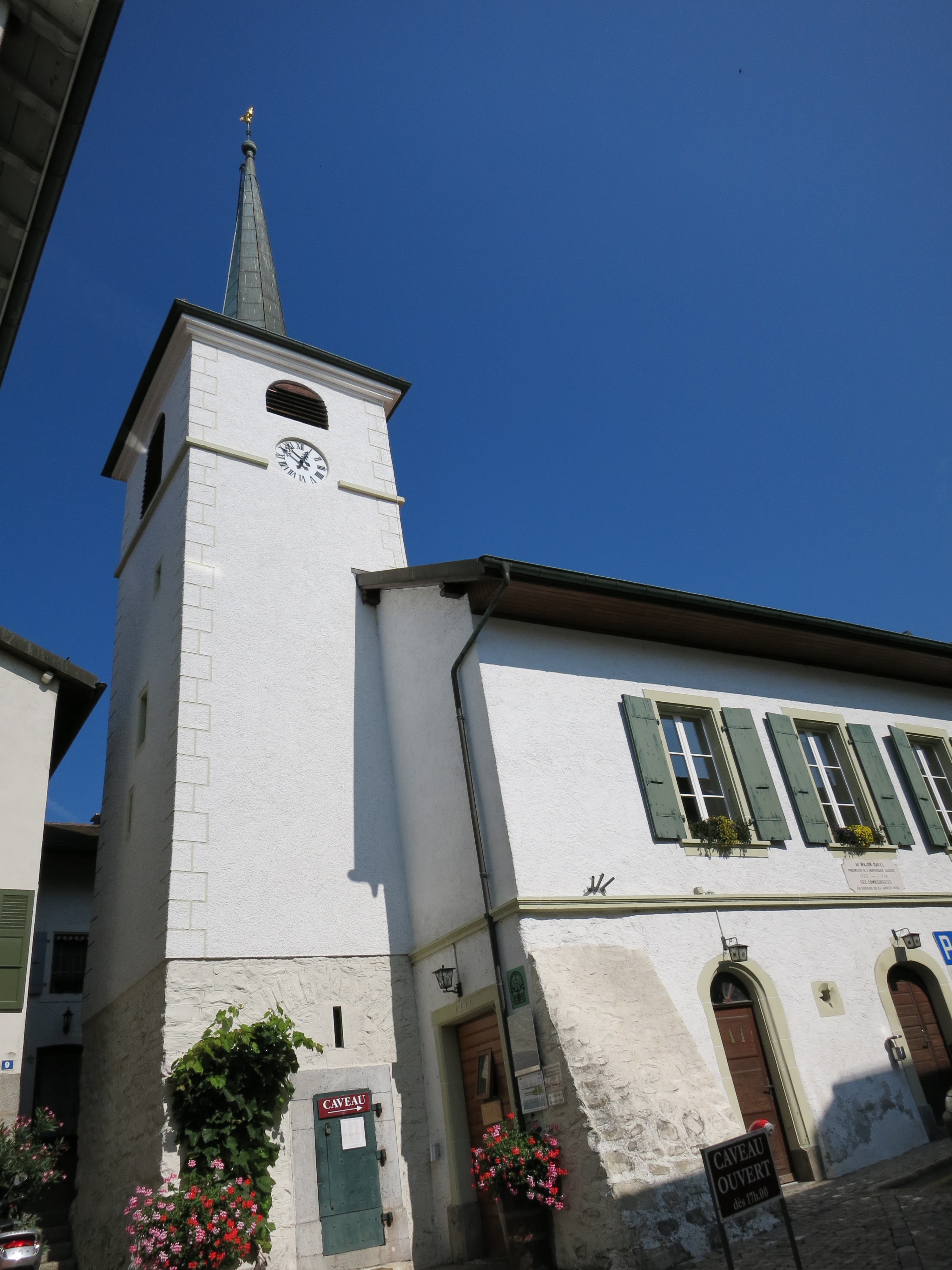
La chiesa San Teodulo

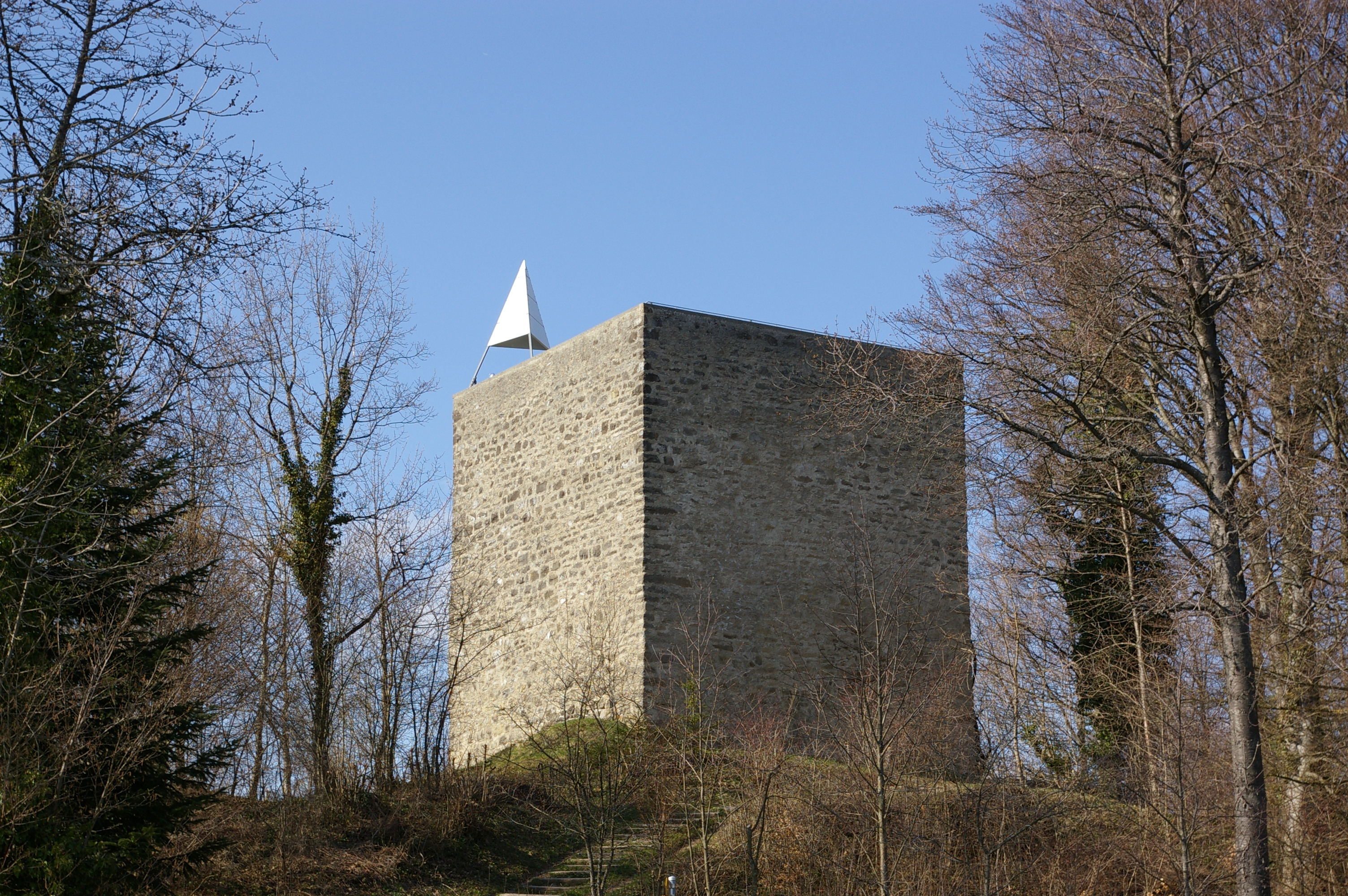
La torre di Gourze

- Chiesa riformata di San Teodulo, attestata dal 1430[1];
- Torre di Gourze, attestata dal 1279[2].

## Società

### Evoluzione demografica
L'evoluzione demografica è riportata nella seguente tabella:
Abitanti censiti

## Amministrazione
Ogni famiglia originaria del luogo fa parte del cosiddetto comune patriziale e ha la responsabilità della manutenzione di ogni bene ricadente all'interno dei confini della frazione.